# Bannay (Moselle)

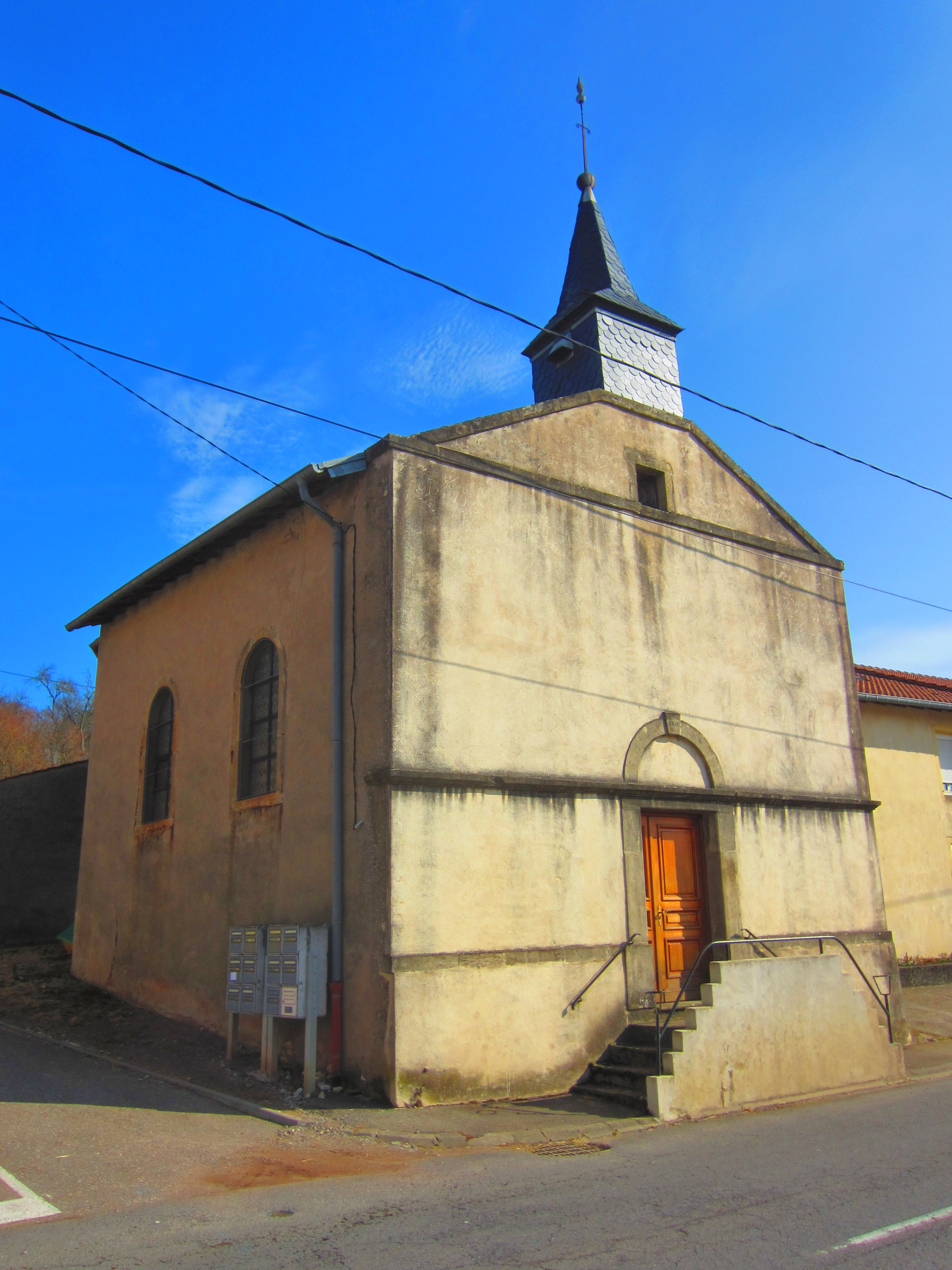
Kirche Mariä Geburt

Bannay (deutsch Bizingen, lothringisch Bénaïe) ist eine französische Gemeinde mit 75 Einwohnern (Stand 1. Januar 2022) im Département Moselle in der Region Grand Est (bis 2015 Lothringen).

## Geographie
Die Gemeinde Bannay liegt in Lothringen am rechten Ufer  der Deutschen Nied, 23 Kilometer östlich von Metz und 6½ Kilometer südlich von Boulay-Moselle (Bolchen). Zur Gemeinde gehört auch der südwestlich gelegene Weiler Itzing (Itzingerhof).

## Geschichte
Ältere Ortsbezeichnungen sind  Bonnage (1573), Benay (1689) sowie Benaïe und Bisingen.
Das Dorf gehörte früher zum Herzogtum Lothringen sowie zur österreichischen Exklave Rollingen. Nach der Annexion Lothringens durch Frankreich 1766 hatte sich der französische König die Lehnshoheit über die Herrschaft Rollingen, als einem lothringischen Erblehen, vorbehalten. 1769 verkaufte Österreich die ihm an Rollingen verbliebenen Rechte an Frankreich.
Durch den Frankfurter Frieden vom 10. Mai 1871 kam der Ort an das deutsche Reichsland Elsaß-Lothringen und wurde dem Kreis Bolchen im Bezirk Lothringen zugeordnet. Die Dorfbewohner betrieben Getreidebau und Viehzucht.
Nach dem Ersten Weltkrieg musste die Region aufgrund der Bestimmungen des Versailler Vertrags 1919 an Frankreich abgetreten werden. Im Zweiten Weltkrieg war die Region von der deutschen Wehrmacht besetzt.

### Bevölkerungsentwicklung
Im Jahr 1910 hatte der Ort 106 Einwohner.
| Jahr      | 1962 | 1968 | 1975 | 1982 | 1990 | 1999 | 2007 | 2019 |
| Einwohner | 59   | 69   | 61   | 72   | 78   | 71   | 78   | 73   |